# 夏目漱石
夏目漱石（日语：夏目漱石/なつめ そうせき，1867年2月9日—1916年12月9日），本名夏目金之助（／ Natsume Kinnosuke），日本明治至大正時代的作家、時事評論家、英文學者。俳號“愚陀弘”，在文壇上的活躍時期約明治末期至大正初期，也被認為是日本現代文學中最偉大的作家之一，有“國民大作家”之譽。
代表作為：《我是猫》、《少爺》、《草枕》、《三四郎》、《心》、《明暗》。作為明治時期的文豪的代表曾被列為日元一千元紙幣上的人物。

## 筆名的由來
漱石這個名字取自於唐代《晋書》中關於西晉時期孫楚「漱石枕流」的故事。最初是作為号使用，後來直接用作名字使用。

## 生平

### 早年
夏目金之助，生於江户的込馬場下橫町（今 東京都新宿區喜久井町）一个小吏家庭，為家中末子。其父為夏目小兵衛直克，母親是夏目千枝。夏目直克是當地豪紳，領有江戶高田马场，負責當地的公務、民事訴訟，過著豐厚的生活。傳聞漱石其母千枝因已多子卻仍於高齡誕下漱石而感到羞恥。
夏目漱石的本名“金之助”是因出生時為庚申日，時有迷信認為出生在庚申日申時的孩童刑剋父親，為了辟邪而取名為“金之助”（日語中“強盜”寫為“泥棒”，是為土生金）。夏目漱石三歲時染上天花，幼年時的感染為其留下了痘痕。
夏目金之助的祖父夏目直基是浪人，因酗酒而死。在夏目直基猝死後，家族財產已所剩無幾，但經過其父直克的努力，夏目家仍積累了相當可觀的財富。時值明治維新剛開始不久，世道仍不穩定，此時夏目家也開始逐渐没落，金之助出生后不久就被送到四谷的旧货店的親戚家收養。他的姐姐因在深夜見到他睡在货物旁心生憐憫，便又把他带了回去。
1874年，七岁，入浅草寿町的户田学校。夏目自幼喜欢汉学，14岁开始学习中国古籍，少年时曾立志以汉文出世。
23岁，夏目进入东京帝国大学英文系（现东京大学）。1889年，就学期间的夏目因受好友正冈子规等人影响而开始写作；同年9月9日，他的汉文暑假游记《木屑录》脱稿。《木屑录》不仅是漱石最早汇集成册的作品，且署名为“漱石顽夫”。漱石二字来源于唐代《晋书》的故事漱石枕流，一开始是子规的笔名，为夏目借用，并最终成为了他的正式笔名“夏目漱石”。1895年，在爱媛县松山中学任教，后又去熊本县执教；这段经历后来体现在他的小说《少爺》中。1896年，夏目在家人的安排下与贵族院书记官长中根重一的长女镜子结婚。这一时期夏目在俳句界较为活跃声名鹊起。
1899年10月28日，33岁的夏目抵达伦敦，开始了在英国倫敦大學學院的留学生活。1902年12月5日，夏目啟程归国，結束为期两年的留学生活。夏目归国后，在东京帝大讲授英文，并开始文学创作。1905年的《我是猫》令他一举成名。1907年，开始为《朝日新闻》写连载小说（包括《虞美人草》、《三四郎》）。
暮年的夏目漱石追求“则天去私”的理想。1911年，他曾拒绝接受政府授予的博士称号。
1916年，因胃溃疡去世。夏目死后，家屬将他的脑和胃捐赠给东京帝大的医学部。他的脑至今仍保存在东京大学。1984年，他的头像被印在日元1000元的纸币上。

## 地位

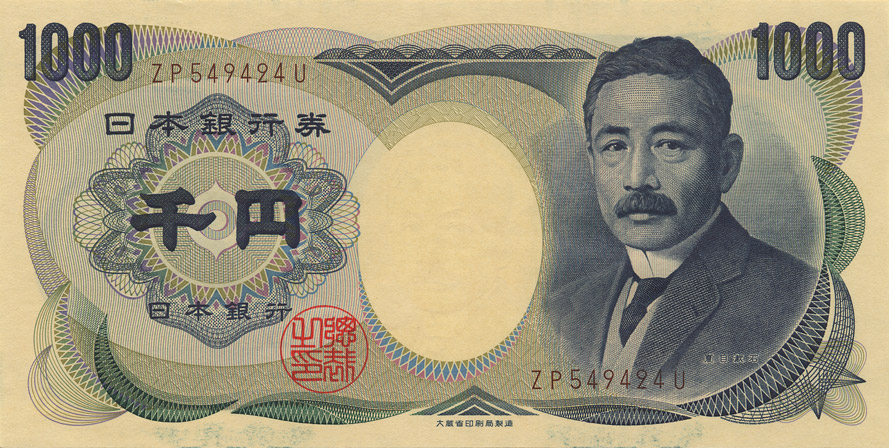
1984年至2004年11月發行之日元1000元紙幣上的夏目漱石頭像

夏目漱石在日本近代文学史上享有很高的地位，被称为“国民大作家”。他对东西方的文化均有很高造诣，既是英文学者，又精擅俳句、汉诗和书法。写作小说时他擅长运用对句、迭句、幽默的语言和新颖的形式。他对个人心理的精确细微的描写开了后世私小说的风气之先。他的门下出了不少文人，芥川龍之介也曾受他提携。

## 主要作品

### 中長篇小説
- 我是猫（1905年1月 - 1906年8月、『杜鵑草』/1905年10月 - 1907年5月、大倉書店・服部書店）
- 少爷/哥儿（1906年4月、『杜鵑草』/1907年、春陽堂刊『鶉籠』收錄）
- 草枕（1906年9月、『新小説』/『鶉籠』收錄）
- 野分（1907年1月、『杜鵑草』/1908年、春陽堂刊『草合』收錄）
- 虞美人草（1907年6月 - 10月、『朝日新聞』/1908年1月、春陽堂）
- 坑夫（1908年1月 - 4月、『朝日新聞』/『草合』收錄）
- 三四郎（日语：三四郎）（1908年9 - 12月、『朝日新聞』/1909年5月、春陽堂）
- 從此以後（それから，1909年6 - 10月、『朝日新聞』/1910年1月、春陽堂）
- 門（1910年3月 - 6月、『朝日新聞』/1911年1月、春陽堂）
- 彼岸過迄（春分之後）（1912年1月 - 4月、『朝日新聞』/1912年9月、春陽堂）
- 行人（1912年12月 - 1913年11月、『朝日新聞』/1914年1月、大倉書店）
- 心（1914年4月 - 8月、『朝日新聞』/1914年9月、岩波書店）
- 道草（1915年6月 - 9月、『朝日新聞』/1915年10月、岩波書店）
- 明暗（1916年5月 - 12月、『朝日新聞』/1917年1月、岩波書店，至188章，未完结）

### 短篇小説・小品
- 倫敦塔（1905年1月、『帝國文學』/1906年、大倉書店・服部書店刊『漾虚集』收錄）
- 幻影之盾（1905年4月、『杜鵑草』/『漾虚集』）
- 琴的空音（1905年7月、『七人』/『漾虚集』收錄）
- 一夜（1905年9月、『中央公論』/『漾虚集』收錄）
- 薤露行（1905年9月、『中央公論』/『漾虚集』收錄）
- 趣味的遺傳（1906年1月、『帝國文學』/『漾虚集』收錄）
- 二百十日（1906年10月、『中央公論』/『鶉籠』收錄）
- 文鳥（1908年6月、『大阪朝日』/1910年、春陽堂刊『四篇』收錄）
- 夢十夜（1908年7月 - 8月、『朝日新聞』/『四篇』收錄）
- 永日小品（1909年1月 - 3月、『朝日新聞』/『四篇』收錄）

### 評論・隨筆・演講等

#### 評論
- 文學論（1907年5月、大倉書店・服部書店）
- 文学評論（1909年3月、春陽堂）

#### 隨筆
- 想起的事等（1910年 - 1911年、『朝日新聞』/1911年8月、春陽堂刊『切抜帖より』收錄）
- 玻璃門之中（1915年1月 - 2月、『朝日新聞』/1915年3月、岩波書店）

#### 演講
- 現代日本的開化（1911年、和歌山県会議事堂/1911年11月、朝日新聞合資会社刊『朝日講演集』收錄）
- 我的個人主義（1914年）

#### 遊記
- 卡萊爾博物館（1905年、『学鐙』/『漾虚集』收錄）
- 満韓各處（1909年10月 - 12月、『朝日新聞』/『四篇』收錄）

#### 詩集
- 漱石俳句集（1917年11月、岩波書店）
- 漱石詩集 附印譜（1919年6月、岩波書店）
- 從軍行（1904年5月、『帝国文学』10卷5号）

### 作品集
- 漱石全集（1993 - 1999年、岩波書店、全28卷別卷1卷）
- 漱石文学全集（1982 - 1983年、集英社、全10卷）

## 外部連結
- （日文）夏目漱石.com （页面存档备份，存于）
- （日文）東北大学附属図書館 夏目漱石ライブラリ
- （日文）漱石文学・その他の研究
- （日文）夏目 漱石：作家別作品リスト （页面存档备份，存于）（青空文庫）
- （日文）夏目漱石 作品リスト （页面存档备份，存于）